# Рістмягі Ернст Вільгельмович
Ернст Вільгельмович Рістмягі (13 листопада 1907, місто Санкт-Петербург, тепер Російська Федерація — 26 грудня 1976, місто Таллінн, тепер Естонія) — радянський естонський діяч, секретар ЦК КП Естонії, 1-й секретар Таллінського міського комітету КП(б) Естонії, 1-й секретар Таллінського обласного комітету КП Естонії. Член Бюро ЦК КП Естонії в 1951—1958 роках. Депутат Верховної ради Естонської РСР.

## Життєпис
У 1925 році закінчив фабрично-заводський технікум при Балтійському судноремонтному заводі в Ленінграді. З 1925 року працював токарем на Балтійському судноремонтному заводі в Ленінграді.
Член ВКП(б) з 1928 року.
З жовтня 1929 по жовтень 1930 року служив у Червоній армії.
У березні 1933 — січні 1936 року — токар, партійний організатор ВКП(б) цеху радіозаводу № 210 у Ленінграді.
З січня 1936 по липень 1937 року — слухач Курсів пропагандистів при Вищій партійній школі при ЦК ВКП(б).
У липні 1937 — січні 1938 року — інструктор Василеострівського районного комітету ВКП(б) міста Ленінграда.
У січні 1938 — вересні 1939 року — майстер Оптико-механічного заводу № 5 міста Ленінграда.
У вересні 1939 — січні 1941 року — студент Академії народного господарства імені Кагановича. У січні — вересні 1941 року — студент Московського вищого технічного училища імені Баумана.
У листопаді 1941 — 1942 року — майстер промислової школи № 4 міста Нижнього Тагіла Свердловської області.
У 1942 — вересні 1944 року — заступник секретаря комітету ВКП(б) Нижньотагільського металургійного комбінату Свердловської області.
У жовтні — грудні 1944 року — завідувач промислового відділу Таллінського міського комітету КП(б) Естонії.
У грудні 1944 — вересні 1945 року — секретар Таллінського міського комітету КП(б) Естонії із кадрів.
У вересні 1945 — листопаді 1946 року — 1-й секретар Хар'юського повітового комітету КП(б) Естонії.
1 листопада 1946 — 27 грудня 1949 року — міністр місцевої промисловості Естонської РСР.
У грудні 1949 — січні 1951 року — постійний представник Ради міністрів Естонської РСР при Раді міністрів СРСР.
3 січня — 5 вересня 1951 року — міністр легкої промисловості Естонської РСР.
У вересні 1951 — травні 1952 року — 1-й секретар Таллінського міського комітету КП(б) Естонії.
У травні 1952 — травні 1953 року — 1-й секретар Таллінського обласного комітету КП Естонії.
27 квітня — 19 вересня 1953 року — міністр легкої та харчової промисловості Естонської РСР.
4 листопада 1953 — 10 жовтня 1955 року — міністр промисловості товарів широкого вжитку Естонської РСР.
30 листопада 1955 — 11 квітня 1958 року — секретар ЦК КП Естонії.
У червні 1958 — лютому 1962 року — директор Талліннської фанерно-меблевої фабрики.
З лютого 1962 року — персональний пенсіонер у місті Таллінні.
Помер 26 грудня 1976 року в місті Таллінні. Похований на Лісовому цвинтарі Таллінна. 

## Нагороди
- три ордени Трудового Червоного Прапора
- медалі